# (4386) Lüst
(4386) Lüst es un asteroide perteneciente al cinturón de asteroides, descubierto el 26 de septiembre de 1960 por Cornelis Johannes van Houten en conjunto a su esposa también astrónoma Ingrid van Houten-Groeneveld y el astrónomo Tom Gehrels desde el Observatorio del Monte Palomar, Estados Unidos.

## Designación y nombre
Designado provisionalmente como 6829 P-L. Fue nombrado Lüst en honor al astrónomo alemán Reimar Lust, profesor de la Universidad de Hamburgo y el director de la Agencia Espacial Europea entre 1984-1990.

## Características orbitales
Lüst está situado a una distancia media del Sol de 3,163 ua, pudiendo alejarse hasta 3,768 ua y acercarse hasta 2,559 ua. Su excentricidad es 0,190 y la inclinación orbital 11,51 grados. Emplea 2055 días en completar una órbita alrededor del Sol.

## Características físicas
La magnitud absoluta de Lüst es 12,8. Tiene 15,663 km de diámetro y su albedo se estima en 0,06.